# ロードマップ
ロードマップ（Roadmap 行程表）とは、プロジェクトマネジメントにおいて、用いられる思考ツールの一つである。
用途としては、
- 未来予想図の提示
- 合意形成ツール
- 目標管理ツール
- 計画表

等様々で、その用途によって、内容もまちまちであるが、概していえば、「具体的な達成目標を掲げた上で、目標達成の上でやらねばならないこと、困難なことを列挙し、優先順位を付けた上で達成までの大まかなスケジュールの全体像を、時系列で表現した書物である。」としてもよいだろう。
ロードマップ（といわれるもの）を用いて管理する目標は、大きなものから小さなものまでさまざまであり、科学技術上の目標、政治、ビジネス上の目標、から、個人の学習に至るまで、まちまちである。
時間スケールも様々で、10年スケールの長期間をあつかうものから、1週間程度の小規模のプロジェクトに関するものまで様々なものがあり、かつ、多層構造であるが、概して、戦略レベルのビジョンを示す、つまり、プロジェクトマネジメント上、目標に向かってプロジェクトメンバーが共有する大まかなスケジュールの全体像を示すために用いられることが多い。

## ロードマップに書かれること
ロードマップには、
- 「何を達成するために（目標）」
- 「いつまでに（期限）」
- 「何を中間目標にして」
- 「挑戦課題・クリティカルパスを明確にして」
- 「どのようにして実施するか」

が記載される。

## ロードマップの概要、役割と意義

### 未来予想図の提示、合意形成ツールとしてのロードマップ
ロードマップに対する関心は、アメリカの半導体業界が、全米半導体技術ロードマップを作成した1993年ごろから、徐々に高まりはじめた。その後、全米半導体技術ロードマップが、国際半導体技術ロードマップへと進化し、ひと通りの成功をおさめたことから、従来目標管理が難しいと考えられた科学技術に関するマネージメントのみならず、プロジェクトマネージメント（特にトップダウン型のプロジェクトマネージメント）全般においてきわめて有効だと認知されるようになった。
特に、半導体素子の微細化のように、難易度が高く、規模が大きいプロジェクトでは、半導体メーカー以外にも、素子製造のために用いる装置を作るメーカー、材料メーカー、検査装置メーカーのように半導体メーカー側から見て売り手に属する企業や、パソコン、携帯電話メーカー等、客側に属するメーカーに至るまで、開発面、資金面において強固な結束が必要であり、大学や研究所には先行した研究を促す必要がある。概して、これらの組織の利害は、必ずしも一致するとは限らない。そのため、協調体制を取るためには、明確なビジョンが必要となる。国際半導体技術ロードマップではこのような目的（合意形成ツール）のために使われる。
目標達成にかかわる要因が極めて多い大規模のプロジェクトでは、大まかな目標、戦略に関するスケジュールを示す「ロードマップ本体」の作成に関する行動と、具体的な小目標とその達成のための戦術を示す行動が分離できるため、巨大プロジェクトにおけるトップダウン型のマネージメントが可能となる。さらに、その達成目標関係する要員に、指針を与えることもできる。また、市場やスポンサー、一般大衆に公約を提示、実現可能性の評価を行うための資料としても有効に活用され資金調達にも一役買う。

### 目標管理ツールとしてのロードマップ
（「科学的方法の「実験の計画」」の項目を参照のこと）
ロードマップはプロジェクトマネジメントにおける目標管理のためのツールとして使われる。また、目標が達成された場合の波及効果を示す。
ロードマップの作成によって、計画の重要な分岐点となるようなイベントを予測し、それに的確な備えを行うことなど、目標達成が効率化されるなど、目標管理のツールとして一定のメリットがある。
一般的に目標達成の過程においては、
- 目標自体の妥当性の評価
- 達成のために必要となる要素の抽出
- 達成のために必要となる要素の位置づけ（要素となる問題の解決が、どのように目標達成に関連するか）
- 達成のために必要となる要素それぞれに関する重みづけ(予想されるリスク、メリット、達成をする上で難点、分岐点となる事柄の把握、優先順位づけ）
- 進捗状況の中間評価を行うための評価項目（マイルストン）
- シナリオの分岐の分析

等を事前に検討することが有効である。
どのようなプロジェクトであっても、プロジェクトの過程には、進捗状況の中間評価を行うための評価項目となるイベントが存在する。そして、プロジェクトが理想的に進捗したとしてもの個々の評価項目の結果によってシナリオが分枝する。従って、シナリオの分枝を意識したよる先行したリスク評価が必要となる。
シナリオの分枝の分析をし、クリティカルパスやマイルストーン、分岐点を把握しておくことで、どの順番で行うのが手際がよいのかを見極める事ができ、シナリオ上の可能性の高いルートで必要となるものは先行して準備することも可能となり、また、条件分枝の上で絶望的なルートに陥った場合の対処（例えばどこで見切りをつけるか）も考慮しておくこともできる。
さらに、当面の目標以外にも、より上位の目標、共通の上位目標を持つ別の代替目標を並行して考える機会となり、「成果となりえるもの」の候補と、「それが現れる兆候」を把握できるようになる効果もある。
ロードマップは、具体的な達成目標の達成までのおおまかな道筋や、その道のりの中で重要な分岐点(マイルストーン,フラグ)をおおまかな時系列で示しているため、その作成の過程において、「どういう問題が予見され、その問題にどの程度の準備が必要なのか」を考えるよい機会となり、事前にリスク回避、リソース配分上での注意等、様々な先手を打つことが行いやすくなる。

### 計画表としてのロードマップ
省庁再編や市町村合併などのように、計画により大規模な事務作業が生じる問題については、「いつまでに何をやる」という事柄を構成要因が個々に考え、遅滞なく履行する必要が生じる。全体的な締め切りを示すためにもロードマップがつかわれる。

### ロードマップへの批判
一方で、特に研究開発分野等の、試行錯誤が迷走する可能性の高いレベルの高いテーマを扱うこと分野では
、安直に考えれば「10年後の予想」の予想など意味がないと考える向きもある。しかし、このような場合にも「未来を予想しようと個々の要因が努力し、それをまとめる」という過程には、プロジェクト成功に寄与する要素が大きいと考えられている。

## ロードマップ作成、活用の流れ
ロードマップ手法の活用は、大まかに以下の3段階から構成されている。但し、小規模なロードマップでは(2),(3)の段階が平行して行われる(場合によっては1,2,3全て)ことがある。
1. 問題点と目的の明確化
2. ロードマップ本体の作成
3. 具体的な行動計画への落とし込み

1の段階では、ロードマップに掲げる目標の選定を行うにあたり、現状の問題点を分析、整理し、その中から特に具体的な達成手段を優先的に検討せねばならないもの/したいものを抽出する。そのうえで、どのような成果を目指すのかを明らかにする。
2の段階では、ロードマップに掲げる目標をより具体的な小目標に落とし込み、重要な分岐点となる中間到達点などを把握するむめの作業を行う。この段階においては概して、
- 計画成否の分岐点となる重要なイベントの把握。
- ロードマップ全体の目標を小目標に分割する。
- 必要に応じて目標達成のための複数のルートを計画し、リスク回避を行う（電子線描画と液浸露光等、複数の手段を競争させるなど）。
- 目標,小目標達成にかかわる具体案を掲げる。
- 具体案それぞれのメリットとデメリットを分析する。
- 考え得る様々な対応案それぞれの期間、費用、人員等の見通しの分析。
- 大まかな達成過程を時系列で示す。

等が要求される。
ロードマップは、概して、戦略レベルのビジョンを示す、つまり、プロジェクトマネジメント上、目標に向かってプロジェクトメンバーが共有する大まかなスケジュールの全体像を示すために用いられることが多いため、2の段階、つまり小目標に落とし込むところまでしか行わない場合が多い。たとえば半導体素子の微細化など、極めて多くの機関がかかわる目標を取り扱う場合には、ロードマップ全体の目標を小目標に分割するあるいは、数値化した上で、大まかな困難点などを挙げる等にとどまり、小目標の達成のための具体的な落とし込みは明確化は行わない場合もある。
「より上位にあるロードマップにおける小目標の一つあるいは複数を達成すること」を目標とする組織では、「より上位にあるロードマップにおける小目標の一つあるいは複数」を最終到達目標とした、下位のロードマップを作成することがある。概してトップダウンで作成された計画においては、運用上の問題がおろそかになっている場合が多いため、3の段階では特に運用上の問題に焦点を合わせる。この段階では、作成されたロードマップを関係する要員などが評価した上で、特に自分がかかわる小目標に関して、その実現のために必要な具体的な行動計画を作成し、必要に応じてロードマップの修正や、元のロードマップの下位にあたるロードマップを作成する。
たとえばインテル社の開発目標を記載したインテルロードマップは、国際半導体ロードマップの下位に属するロードマップである。
さらに、実際の行動計画に基づいた作業を行い、達成度合いを評価する。これらの状況を全体的に評価したのち、元のロードマップ自体も、必要に応じて見直され、修正が行われる。

## ロードマップの種類
現在では、ロードマッピングの手法自体が、上記のようにある程度明確化されたこともあり、また、プロジェクトマネージメント全般においてきわめて有効だと認知されるようになったことから、ありとあらゆる分野のありとあらゆる目標がロードマップの作成対象となっており、ロードマップに掲げられる達成目標は、「個人の学習計画」のようなきわめて私的なものから、「省庁再編の計画」あるいは「核軍縮」などといった、極めて広範囲の人々に関係するものまでさまざまである。対象としている期間も、1 - 2週間以内の短期間に関するものから、10年100年程度までを視野に入れているものまでさまざまである。また、その具体性もまちまちで、おおまかな方針を示すことを目的としたもの（概して大規模なプロジェクトに用いられる）、極めて詳細なスケジュールを示し、具体的な行動計画にまで落とし込んだもの（概して小規模なプロジェクトに用いられる）まで様々なものがある。さらに、どの程度公約が守られているか、どの程度社会に影響を与えているかも、ロードマップ次第である。
このように、現在では、様々な分野の目標管理にロードマップ活用されているため、すべての種類を挙げることは不可能であるが、大まかに類型化を行い、以下に示す。
科学技術ロードマップ
未来科学、未来技術に関するロードマップで、科学技術の進展に関する予測、目標管理を行う。
ビジネスロードマップ
売上の拡大、店舗拡大等のビジネス上の目標を掲げ、目標管理を行う。
政策ロードマップ
国家間、国家、自治体、政党、省庁等政治にかかわる組織の政策に関する目標管理を行う。
リリースロードマップ
企業やオープンソースの開発集団が将来リリースを予定している製品を、投入までのタイムラインを含めて市場に示すためにも使われる等がある。
学習教育ロードマップ
民間企業における社員研修や学校、学習塾における教育到達目標等、教育カリキュラムに関係する目標管理。
ITロードマップ
ビジネスロードマップや、科学技術ロードマップ、リリースロードマップのうち、特にITに関するものは、ITロードマップと言われる。

### 技術ロードマップ
科学技術に関するロードマップ、つまり未来における科学技術の進展を予想し、具体的に達成目標や優先順位、達成した場合の社会的な波及効果を示し、目的達成までの道のりを時系列で表現したロードマップのことを他の目的のロードマップと区別するために「技術ロードマップ」という。技術ロードマップは、国際半導体技術ロードマップ (ITRS) 以降、主に科学技術や製品開発の分野で盛んにつくられるようになった。
技術ロードマップを作成することによって、従来目標管理が難しいとされていた、研究開発の分野にある程度の指向性を持たせることができるようになった。技術対象とする目標に関係した研究者、技術者、技能者に「○○年までにXXを達成せよ」というノルマを暗に課し、方向付けが行えると同時に、一般大衆や投資家に、「あとどのくらいでどのようなことができるようになるだろう」というビジョンや公約を示すことが出来る。ロードマップを作成することによりトップダウン形式で選択と集中が出来る反面、研究,開発の多様化が阻害されるという見方もある。